# マルクス・カエキリウス・メテッルス
マルクス・カエキリウス・メテッルス（Marcus Caecilius Metellus）はプレブス（平民）出身の共和政ローマの政治家・軍人。紀元前115年に執政官（コンスル）を務めた。

## 出自

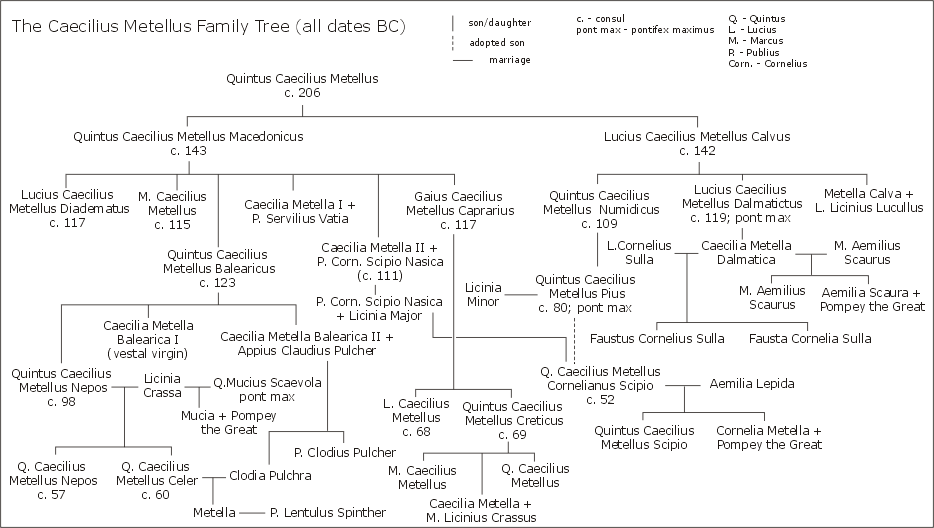
カエキリウス・メテッルス家系図

カエキリウス・メテッルス家の出身。伝説によれば、カエキリウス氏族は火の神ウゥルカーヌスの息子で、プラエネステ（現在のパレストリーナ）の建設者であるカエクルス（en）の子孫とする。メテッルス家は紀元前3世紀の初めに元老院に議席を得た。最初に執政官となったのは紀元前284年のルキウス・カエキリウス・メテッルス・デンテルである。パトリキ（貴族）であるセルウィリウス氏族と協力し、メテッルス家は紀元前140年代から元老院における最も有力な家系となった。特に紀元前123年から紀元前109年にかけては6人の執政官を出している。
マルクスの父も祖父もプラエノーメン（第一名、個人名）はクィントゥスであるが、父は紀元前143年の執政官クィントゥス・カエキリウス・メテッルス・マケドニクス、祖父は紀元前206年の執政官クィントゥス・カエキリウス・メテッルスである。叔父にルキウス・カエキリウス・メテッルス・カルウス、従兄弟にルキウス・カエキリウス・メテッルス・ダルマティクスとクィントゥス・カエキリウス・メテッルス・ヌミディクス、兄弟にガイウス・カエキリウス・メテッルス・カプラリウス、クィントゥス・カエキリウス・メテッルス・バリアリクスおよびルキウス・カエキリウス・メテッルス・ディアデマトゥスがおり、何れも執政官を務めている。

## 経歴
メテッルスが歴史に登場するのは紀元前129年のことである。父マケドニクスの政敵であるスキピオ・アエミリアヌスが急死すると、マケドニクスは生前の敵対関係にもかかわらず、彼の息子たちに葬儀に参加するように命じた。メテッルスは紀元前127年頃に造幣官として政治の道を歩み始めた。彼が鋳造したデナリウス銀貨が残っており、片面には象の頭を持つマケドニアの盾が、もう片面にはローマかアポローンが描かれている。またセミス銅貨も現存している。銀貨と同じく片面にはマケドニアの盾、もう片面にはユーピテルが刻まれている。
その後遅くても紀元前118年に法務官（プラエトル）を務めた後、紀元前115年に執政官に就任した。同僚執政官はマルクス・アエミリウス・スカウルスであった。メテッルスはサルディニアおよびコルシカ属州を担当することとなった。紀元前114年から紀元前111年にかけては、前執政官（プロコンスル）としてコルシカ・サルディニア属州の総督を務めた。この間にサルディニアで反乱が発生し、メテッルスはこの鎮圧のために派遣されて勝利し、紀元前111年7月15日には凱旋式を実施している。同日には、弟のガイウス・カエキリウス・メテッルス・カプラリウスも、トラキアに対する勝利を祝して凱旋式を実施した。

## 参考資料

### 古代の資料
- ウァレリウス・マクシムス『有名言行録』
- ウェッレイウス・パテルクルス『ローマ世界の歴史』
- エウトロピウス『首都創建以来の略史』
- プルタルコス『王と将軍たちの名言集』

### 研究書
- Broughton R. Magistrates of the Roman Republic. - New York, 1951. - Vol. I. - P. 600.
- Manuel Dejante Pinto de Magalhães Arnao Metello and João Carlos Metello de Nápoles, "Metellos de Portugal, Brasil e Roma", Torres Novas, 1998
- Korolenkov A. "Mari, Cinna and Metelli" // Herald of Ancient History. - 2013. - No. 4 . - P. 113-122 .
- Münzer F. Caecilius 78 // Paulys Realencyclopädie der classischen Altertumswissenschaft . - 1897. - Bd. III, 1. - Kol. 1206.
- Syme R. The Augustan aristocracy. Oxford, 1986.
- Trukhina N. "Politics and politics of the "golden age" of the Roman Republic" - M .: Publishing house of the Moscow State University, 1986. - 184 p.
- Wiseman T. Legendary Genealogies in Late-Republican Rome // G&R. - 1974. - No. 2 . - S. 153-164 .